# Impatiens agumbeana
Impatiens agumbeana är en balsaminväxtart som beskrevs av V. Bhaskar och B.A. Razi. Impatiens agumbeana ingår i släktet balsaminer, och familjen balsaminväxter. Inga underarter finns listade i Catalogue of Life.